# Amschel Moses Rothschild
Amschel Moïse Rothschild, né vers 1710 et mort le 6 octobre 1755, est un changeur de monnaie juif allemand et commerçant de tissus de soie dans la Judengasse, le ghetto juif de la ville libre de Francfort en Allemagne. Son fils Mayer Amschel Rothschild est le fondateur de la dynastie Rothschild.

## Biographie
Amschel Moses Rothschild est le fils de Moses Kalman Rothschild (mort le 19 octobre 1735). Le ghetto de Francfort a été créé en 1462 par l'empereur Frédéric III ; les premiers membres connus de la famille vivent au no 69 de la Judengasse (rue des Juifs) dans une maison appelée zum Rot(h)en Schild (terme allemand signifiant « écu rouge », bien que le nom Rothschild signifie en yiddish « manteau rouge », comme on en voit sur les armoiries). Isaak Elchanan Bacharach (mort en 1585) fait ériger le bâtiment vers 1567 et commence à utiliser le nom « Rothschild », que ses descendants gardent même après avoir déménagé au no 188 dans un bâtiment appelé zur Pfanne (À la Poële) en 1664.
Rothschild a une petite boutique, selon un registre des impôts de 1749 son patrimoine s'élève à la modique somme de 1 375 florins. Il épouse Schönche Lechnich (morte le 29 juin 1756). Ils ont eu huit enfants, dont cinq atteignent l'âge adulte. Les fils de Rothschild vont au heder de Francfort ; le quatrième fils, Mayer Amschel Rothschild (1744–1812), est envoyé à la yeshiva de Fürth mais doit abandonner ses études à la mort de ses parents. Il devient par la suite le fondateur de la dynastie bancaire Rothschild.
Amschel Moses Rothschild meurt à  Francfort lors d'une épidémie de variole dans le ghetto de Francfort en 1755. Il est enterré au cimetière juif de la Battonnstraße (de).